# Décimo Junio Silano
Décimo Junio Silano  fue un político de la Antigua Roma que alcanzó el consulado en año 62 a. C.

## Familia
Fue el hijo menor del cónsul del año 109 a. C. Marco Junio Silano.

## Carrera Política
Durante su edilidad en 70 a. C. organizó unos magníficos juegos. Fracasó en acceder al consulado para 63 a. C., pero lo logró al año siguiente, cuando fue elegido junto con Lucio Licinio Murena imponiéndose a la candidatura de Catilina que, al fracasar por segunda vez (también lo había intentado el año anterior), dio lugar a la segunda conspiración de Catilina. Como consecuencia de ser cónsul designado, Cicerón le pidió primero su opinión en el debate en el Senado sobre cuál debería ser el castigo de los conspiradores catilinarios. Se declaró a favor de infligir el castigo extremo a los conspiradores, pero, después del discurso de Julio César, dijo que se debía votar a favor de la proposición de Tiberio Claudio Nerón, que había recomendado mantenerlos en la cárcel hasta que Catilina fuese apresado, argumentando que no había recomendado que se aplicara la pena de muerte a los conspiradores, sino que debían ser encarcelados, ya que esta era la pena máxima aplicada a un senador romano.
Propuso la Ley Licinia Junia que establecía que tenían que pasar tres nundinas antes de que el pueblo votara una rogatio y confirmó la Ley Cecilia Didia. Plinio el Viejo lo señala como procónsul, pero no dice de qué provincia.

## Matrimonio, descendencia y fallecimiento
Fue el segundo esposo de Servilia, la amante más famosa de Cayo Julio César, de la que se divorció por adulterio. Con ella tuvo tres hijas, una casada con el triunviro Lépido, y otra con Cayo Casio Longino, un asesino de César. También era el padrastro de Marco Junio Bruto, hijo del primer marido de Servilia.
Silano murió tras sufrir una larga enfermedad.